# Каскад бифуркаций
Каскад бифуркаций (Последовательность Фейгенбаума или сценарий удвоения периода) — один из типичных сценариев перехода от порядка к хаосу, от простого периодического режима к сложному апериодическому при бесконечном удвоении периода. Последовательность Фейгенбаума имеет самоподобную, фрактальную структуру — увеличение какой-либо области выявляет подобие выделенного участка всей структуре.

## Механизмы перехода от порядка к хаосу
Анализ механизмов перехода от порядка к хаосу в реальных системах и различных моделях выявил универсальность относительно немногих сценариев перехода к хаосу. Переход к хаосу может быть представлен в виде диаграммы бифуркаций (термин «бифуркация» употребляется для обозначения качественных перестроек системы c возникновением нового режима её поведения). Вхождение системы в непредсказуемый режим описывается каскадом бифуркаций, следующих одна за другой. Каскад бифуркаций ведет последовательно к появлению выбора между двумя решениями, затем четырьмя и так далее, система начинает колебаться в хаотическом, турбулентном режиме последовательного удвоения количества возможных значений.